# Taphozous theobaldi
Taphozous theobaldi é uma espécie de morcego da família Emballonuridae.
Pode ser encontrada na Índia, Indonésia, Myanmar, Tailândia e Vietname.